# August Pieper
Pour les articles homonymes, voir Pieper.
August Pieper (né le 14 mars 1866 à Eversberg, aujourd'hui quartier de Meschede et mort le 25 septembre 1942 à Paderborn) est un théologien et homme politique allemand et président de l'association populaire pour l'Allemagne catholique.

## Biographie
Pieper est le premier des treize enfants d'une famille d'agriculteurs. L'un de ses frères est le prêtre et ancien national-socialiste Lorenz Pieper (de). Après avoir obtenu son diplôme, il obtient un double doctorat en théologie et en philosophie à Rome. Depuis 1890, il s'est consacré à Bochum comme aumônier, en particulier à la pastorale de la population ouvrière. Il devient collaborateur de Franz Hitze (de) dans son association populaire pour l'Allemagne catholique. En tant que responsable, il développe l'organisation au siège de l'association à Mönchengladbach. Entre autres choses, une imprimerie et une maison d'édition sont créées. Sous sa direction, l'association se développe jusqu'à devenir la plus grande organisation sociale catholique au monde comptant plus de 800 000 membres en 1914.
Initialement actif dans la propagande antisocialo-démocratique, il prône de plus en plus l'égalité des droits pour les travailleurs et devient un partisan du travail social pratique dans le milieu catholique. Dans ce contexte, il s'oppose à une résistance violente dans le prétendu conflit syndical opposant les syndicats chrétiens. Les travaux pratiques de l’organisation comprennent la diffusion de connaissances économiques et autres dans des brochures et des cours. De nombreux responsables de syndicats chrétiens tels que Jakob Kaiser ou Karl Arnold doivent à cette association leurs connaissances de base.
Pieper représente de 1907 à 1918 la circonscription de Cologne dans le pays pour le Parti du centre à la Chambre des députés de Prusse et de 1907 à 1918 la circonscription de Krefeld au Reichstag.
Après la Première Guerre mondiale, le souci des forces morales et religieuses devient plus important pour Pieper en tant que pilier d'un nouvel État et d'un nouvel ordre économique. Pour cette raison, entre autres, il démissionne en 1919 en tant que directeur général de l'association. Pieper tente toujours de travailler en tant qu'auteur d'un hebdomadaire catholique à Paderborn pour le catholicisme social. Il meurt seul en 1942. L'évaluation effectuée par Werner Neuhaus sur son héritage fragmentaire récemment connu donne une nouvelle image: Pieper fait sa paix avec le nazisme en 1933 et soutient le régime nazi dans ses écrits jusqu'à la fin de sa vie.

## Travaux (sélection)
- Volksbildungsbestrebungen – Ihre Notwendigkeit und ihre Mittel. Mönchengladbach, 1899.
- Sociale Conferenzen unter dem Klerus – Ihre Organisation und Thätigkeit. Mit einem Anhang: Empfehlenswerte Schriften für Präsides und sociale Unterrichtskurse in Arbeiter- und Gesellenvereinen. Mönchengladbach, 1902
- Dienstbotenfrage und Dienstbotenvereine. Mönchengladbach, 1908.
- Demokratische Forderungen und deutsche Freiheit. Mönchengladbach, 1918.
- Von der Arbeiterbewegung zum Arbeiterstande. Mönchengladbach, 1920.
- Der deutsche Volksstaat und die Formdemokratie. Mönchengladbach, 1923
- Der Staatsgedanke der deutschen Nation. Mönchengladbach, 1929